# Juan Bautista Plaza
Juan Bautista Plaza Alfonso (Caracas, Venezuela, 19 de julio de 1898 – ídem, 1 de enero de 1965) fue un compositor, musicólogo y educador venezolano, fundador de las primeras cátedras musicológicas de carácter formal Venezuela. Además, se le considera una figura clave de la musicología venezolana gracias a su labor en la recuperación de la música tradicional.

## Primeros años
Nace en Caracas el 19 de Julio. Fue el mayor de seis hermanos, hijo de Juan Bautista Plaza Larrazábal y Teresa Alfonzo Rivas. 
Inicia su educación musical en el año 1915 bajo la guía del pianista y compositor Jesús María Suárez. Cinco años más tarde, el Cabildo Metropolitano de Caracas le otorga una beca para que prosiguiera sus estudios musicales en la "Pontificia Escuela Superior de Música Sagrada", en Roma. Tres años después, en 1923, Plaza regresó al país y de inmediato asumió los cargos de organista y maestro de capilla de la Catedral de Caracas.

## Estudios
El 19 de julio de 1920, gracias a la beca otorgada por el Cabildo Metropolitano, Juan Bautista Plaza parte a Roma con motivo de realizar sus estudios profesionales de música. Este viaje lo realizaría a bordo de un barco a vapor que antes de llegar a Italia, hizo una parada en España, país donde tuvo un breve encuentro con musicólogo Felipe Pedrell. Tres meses después de haber partido de Venezuela, el día 25 de octubre llega a Roma e inicia sus estudios en la Pontificia Escuela Superior de Música Sagrada.
Estudió órgano con Raffaele Manari, armonía con Licinio Refice, contrapunto y fuga con Cesare Dobic, polifonía y composición con Raffaele Casimiri. Recibe su Diploma en composición el 15 de julio de 1923 y el día 24 de ese mismo mes, se embarca de nuevo en un barco a vapor con destino a Venezuela.

## Vida profesional

### Maestro de Capilla
El Cabildo Metropolitano de la Catedral de Caracas decidió enviar a Juan Bautista Plaza a estudiar en la Pontificia Escuela Superior de Música Sacra, con el objetivo de formar profesionalmente a una persona capaz de administrar la música religiosa que se interpretaba en la Catedral. Además, el Cabildo tenía intenciones de alinear el repertorio y su interpretación con los grandes exponentes europeos que en ese momento empezaban a acatar las propuestas emitidas en el motu proprio Tra le sollecitudini del año 1903, del Papa Pio X.
Tras su regreso a Caracas el 21 de agosto de 1923, Plaza asume las labores de organista, maestro de capilla y maestro de capellanes y niños de coro en la Catedral de Caracas. El acuerdo realizado con el Cabildo en principio se había pactado en cinco años de servicio, no obstante Plaza ocupó estos cargos durante veinticinco años. Durante este periodo, la capilla de música interpretó obras de Plaza y de otros compositores como Vicente Emilio Sojo y Miguel Ángel Calcaño.
Plaza fue el primer músico venezolano en realizar estudios profesionales de órgano, sin embargo, pese a sus repetidos esfuerzos para que la catedral adquiriese un órgano que le permitiera interpretar obras de gran formato fueron en vano. Debido a esto, su labor como organista se limitó a hacer uso del órgano Cavaillé-Coll, destinado al acompañamiento litúrgico. En ocasiones puntuales tuvo la oportunidad de ofrecer pequeños recitales en la inauguración de algunos órganos en el país.

### Docencia
El 31 de enero de 1924 Plaza asume la cátedra de armonía y composición de la escuela de música que actualmente lleva el nombre de Escuela de Música José Ángel Lamas, el año 1931 inaugura una nueva clase en dicha escuela con el nombre de "Historia General de la Música". Siendo así, la primera asignatura formal sobre historia de la música del país. En el año 1947 crea también la asignatura de Estética.
Debido a que nunca antes se había dado este tipo de enseñanza a nivel académico, lógicamente era difícil hallar libros apropiados para este propósito, por lo que Plaza se tomó la tarea de redactar una serie de textos llamados Tesis por el propio autor, que se enfocaban en diversos tópicos relacionados, con el objetivo de cubrir las necesidades de la escuela. En 1991, Nolita de Plaza recopiló y revisó treinta y cinco de estas Tesis, y las publicó en formato de libro bajo el nombre de Historia de la Música.
En 1945, estando en el cargo de Director de Cultura del Ministerio de Educación de Venezuela, fundó la Escuela Preparatoria de Música, actualmente lleva el nombre de Escuela de Música Juan Manuel Olivares; se trató de la primera institución musical académica del país destinada a la formación musical infantil, con el objetivo de servir como nivel propedéutico para luego acceder a estudios de tipo superior.

### Musicólogo
El año 1935 se hace el descubrimiento de una gran cantidad de manuscritos musicales de la colonia. Este acontecimiento sucede en manos del violinista Ascanio Negretti, en los sótanos de la Escuela de Música y Declamación. Inmediatamente, Vicente Emilio Sojo y Juan Bautista Plaza se interesaron por el material y el 12 de agosto del año siguiente, consiguen que el ministro de Educación le comisione a Plaza el proceso de ordenar, copiar y conservar el archivo de música colonial. Plaza contó además con la colaboración de los entonces estudiantes Antonio Estévez y Víctor Guillermo Ramos.
En enero de 1939, Plaza, con la ayuda de Francisco Curt Lange (musicólogo alemán).  Acordaron realizar una edición conjunta de doce de las obras más emblemáticas. Por su parte, el gobierno de Venezuela costeó la edición, mientras que el Instituto Interamericano de Musicología de Montevideo se encargó del proceso de impresión de las obras en Uruguay. Finalmente en 1943, se editaron los doce cuadernos que conforman la colección Archivo de Música Colonial Venezolana.
Su trabajo como divulgador, contó con el apoyo de José Antonio Calcaño, ambos dedicaron una buena parte de su labor musicológica a través de lecturas públicas y la prensa; dedicadas a la educación general musical de la sociedad venezolana además. Especialmente Plaza, llegó a tener su propio programa radiofónico en el que hizo 55 charlas semanales con el título Lecciones populares sobre música.

## Obras y estilo
La obra musical de Plaza se compone por mas de 300 títulos. Pese a que la formación como compositor de Plaza está profundamente influenciada por el Cecilianismo, rápidamente el autor toma las riendas del movimiento nacionalista, del cual destacan dos de sus obras más conocidas: la Fuga criolla, de 1931 y la Sonatina venezolana para piano de 1934. Demostró su gran capacidad para escribir obras sinfónicas con gran aceptación por parte del público en obras como Vigilia, de 1928, Campanas de Pascua, de 1930 El Picacho Abrupto escrito en 1926, o el poema sinfónico-coral Las Horas (1930). Por otra parte su obra religiosa goza de un carácter muy refinado y enjundioso en la que destaca su Misa de Réquiem, de 1933.
Su último período creativo parece divagar por diferentes vertientes estéticas. Pudiendo haber continuado con la cosecha de éxitos a través de un estilo ya conocido, Plaza opta por implementar una estética más vanguardista que no resultó comprendida por el público venezolano de la época. De este periodo destaca el Díptico espiritual (1952-1954) en su versión para dos pianos o para cuarteto con piano, la Sonata a dos pianos (1954-1955), el Movimiento de Sonata (1952) para piano, o la Elegía para orquesta de cuerdas y 3 timbales (1953).

### Orquesta
- El pichaco abrupto (1926). Poema Sinfónico.
- Vigilia  (1928). Poema Sinfónico.
- Campanas de Pascua  (1930). Poema Sinfónico.
- Fuga criolla  (1931). Orquesta de cuerdas.
- Fuga romántica  (1950). Orquesta de cuerdas. Arreglada posteriormente para piano a 4 manos.

- Elegía para orquesta de cuerdas y 3 timbales  (1953)
- Marcha nupcial  (1959). Para orquesta. Para las bodas de sus hijas Susana y Beatriz Plaza. Posteriormente el autor realizó un arreglo para dos pianos. Voz y Orquesta: Ave María  (1927). Ofertorio de la inmaculada concepción, a 3 voces oscuras y orquesta.

- Las horas (1930)
- Himno Nacional de Venezuela (1947). Orquestación oficial, en uso actualmente.[13]
- Te Deum (1947). Himno a 3 voces oscuras y orquesta.
- Ave María  (1959). Motete a 3 voces oscuras y cuerdas. Compuesta para la boda de Susana Plaza, hija del compositor.

- Regina coeli laetare  (1959). A 3 voces oscuras y orquesta. Compuesta para la boda de Beatriz Plaza.

- Salve Regina  (1959). A 3 voces oscuras y orquesta. Para la boda de Beatriz Plaza. Coro a Capella Sex Motetta in Honorem S.S. Sacramenti (Roma, 1921). Motetes a 4 voces

- El Curruchá (1928) Pasillo para tenor solista y 3 voces oscuras. Poesía de Vicente Emilio Sojo.

### Piano solo
- Teresitas  (Roma, 1921). Valse para piano. Dedicado a Teresa Alfonzo de Plaza y Teresita Plaza Alfonzo (madre y hermana del compositor)

- Reverie  (1926).
- Meditando...  (1926).
- Follaje  (1926).
- Romanza en Fa  (1926).
- Minué melancólico  (1926).
- Scherzo (1926).
- Rondó pastoral  (1926).
- Estudio fugado (1926).
- Preludio  (1927).
- Estudio en do menor (1927).
- Allegretto festivo (1929).
- Sonatina Venezolana  (1934).
- Cuatro ritmos de danza  (1952).
- Sonatina (1952). A la manera de Muzio Clementi.
- Interludio (1952). En 1956, Plaza lo arregló para dos pianos y para violín, viola, cello y piano, para incluirlo como primer movimiento del "Díptico espiritual", bajo el nombre de "Noche oscura".

- Toccata (1952).
- Sonata para dos pianos  (1954-1955).
- El Tíovivo (1955). Pieza infantil.
- Contrapunteo tuyero  (1956). Invención a 2 voces.
- Fandango redondo venezolano. De mediados de la década de los treinta.

### Órgano
- Plegaria lírica (1923). Original para órgano. Arreglada poco después por el compositor para quinteto de cuerdas. Meditación Nº 1 (1927). Allegretto pastoril (1933). Meditación Nº 2 (1936). Preludio y fuga (1936).

### Música de Cámara
- Rondó Pastoral  (1926). Para flauta, violín, violoncello y piano. Esta obra fue incorporada en 1959 como segundo movimiento del Divertimento, bajo el nombre de "Rondó pastoril".

- Díptico espiritual (1956). Existe una versión para dos pianos (original) y otra para violín, viola, violoncello y piano. Noche oscura  (1952) resurrección (1954).

- Divertimento para flauta, violín, violoncello y piano (1959). Arreglo para estos instrumentos de piezas para piano de diferentes años: Preludio  (1927) Rondó pastoril  (1926) Gavota  (1952) Allegro festivo  (1929).

- Diana  (1951). Para violín y piano.
- Diferencias sobre un aire venezolano (1953). Para violoncello y piano. Dedicado a León Roy.

### Guitarra
- Homenaje a los Vihuelistas (1934). Para guitarra. Dedicado a Regino Sainz de la Maza. Sonata a la antigua  (1937). Para guitarra. Dedicado a Regino Sainz de la Maza.

- Lejanías (Roma, 1954). Para guitarra.

### Zarzuelas
- Zapatero a tus zapatos (1916). Texto de A. Redescal Uzcátegui C. Estrenada en Caracas el 25 de marzo de 1916.

- La Liberal (1919). Texto de A. Redescal Uzcátegui C.

### Misas
- Misa breve  (1924). En mi menor, a 2 voces oscuras, orquesta y órgano.

- Misa de Réquiem  (1933). A 3 y 4 voces oscuras y orquesta. "En memoria de mi madre" (Teresa Alfonzo de Plaza).

- Misa litúrgica de la Esperanza  (1962). A 2 voces oscuras y órgano.